# Стоимость компании
Сто́имость компа́нии (англ. Enterprise value, EV; Total enterprise value, TEV или Firm value, FV) — аналитический показатель, представляющий собой оценку стоимости компании с учётом всех источников её финансирования: долговых обязательств, привилегированных акций, доли меньшинства и обыкновенных акций компании. Преимущество данного показателя в том, что он учитывает обязательства компании по ее долгосрочным и краткосрочным долгам. 
стоимость предприятия =

стоимость всех обыкновенных акций предприятия (по рыночной стоимости)

+ стоимость долговых обязательств (по рыночной стоимости)

+ стоимость доли меньшинства (по рыночной стоимости)

+ стоимость всех привилегированных акций предприятия (по рыночной стоимости)

– стоимость инвестиций в ассоциированные компании

– денежные средства и их эквиваленты
Наличные средства вычитаются потому, что общий долг может быть уменьшен (погашен) за счёт денежных средств и их эквивалентов:

чистый долг = общий долг – денежные средства и их эквиваленты

## Использование
Инвесторы используют оценочные коэффициенты для сравнения компаний. Ниже приведены некоторые финансовые коэффициенты с использованием стоимости компании:
- EV/Sales — показатель, который сравнивает стоимость предприятия с его годовой выручкой.
- EV/EBITDA — показатель, который сравнивает стоимость предприятия с его доналоговой прибылью.
- EV/EBIT — показатель, который сравнивает стоимость предприятия с его операционной прибылью.
- EV/Чистая прибыль — показатель, который сравнивает стоимость предприятия с его чистой прибылью.